# Liste der Monuments historiques in Marsilly (Charente-Maritime)
Die Liste der Monuments historiques in Marsilly (Charente-Maritime) führt die Monuments historiques in der französischen Gemeinde Marsilly auf.

## Liste der Bauwerke
| Bezeichnung      | Beschreibung                      | Standort | Kennzeichnung | Schutzstatus | Datum | Bild           |
| ---------------- | --------------------------------- | -------- | ------------- | ------------ | ----- | -------------- |
| Kirche St-Pierre | Erbaut im 14. und 15. Jahrhundert | (Lage)   | PA00104793    | Classé       | 1907  | weitere Bilder |

## Liste der Objekte
| Bezeichnung                                        | Beschreibung | Standort                                         | Kennzeichnung | Schutzstatus | Datum | Bild |
| -------------------------------------------------- | --- | ------------------------------------------------ | ------------- | ------------ | ----- | ---- |
| Patene                                             | Silber, vergoldet, 18. Jahrhundert                                                                                    | in der Kirche St-Pierre (Lage)                   | PM17002561    | Inscrit      | 2013  |      |
| Wandtafel Zehn Gebote                              | Seidenfaden auf Leinwand, 1779                                                                                        | in der ehemaligen protestantischen Kirche (Lage) | PM17000603    | Classé       | 1994  |      |
| Sammlung der Société de musique «L’Accord parfait» | Vereinsfahne, Fahnenstange, Musikinstrumente, Pokal, Noten, Fotos; ab 1888                                            | im Hôtel de Ville (Lage)                         | PM17002178    | Inscrit      | 2012  |      |
| Schiffsmodell                                      | Votivgabe: Dreimaster mit 14 Geschützen; Holz, farbig gefasst, vermutlich aus der zweiten Hälfte des 19. Jahrhunderts | in der Kirche St-Pierre (Lage)                   | PM17000593    | Classé       | 1994  |      |
| Gemälde Tod des heiligen Bruno                     | Öl auf Leinwand, 1849, von Émile Lévy nach Eustache Le Sueur                                                          | in der Kirche St-Pierre (Lage)                   | PM17001587    | Inscrit      | 1989  |      |